# Ryan Pinkston
Ryan James Pinkston (Silver Spring, 8 febbraio 1988) è un attore statunitense.

## Carriera
Di origini in parte greche , prima di diventare un attore Pinkston praticava già karate, prendendo parte a numerose competizioni ed acquistando una certa notorietà in tutto il mondo nel campo delle arti marziali, per quanto riguarda il settore giovanile.
Fratello minore dell'attore Aaron Pinkston, Ryan ha cominciato la sua carriera di attore ancora ragazzino; ha preso parte, tra l'altro, alla sitcom Give Me Five.
Ha avuto un ruolo nell'ultimo film della trilogia di  Spy Kids, ovvero Missione 3D - Game Over, dove ha affiancato altri giovani attori quali Daryl Sabara e suo fratello Evan, Matt O'Leary, Robert Vito, Bobby Edner ed Elijah Wood.
Per questo film Pinkston ha ricevuto anche una nomination agli Awards.

## Filmografia parziale

### Cinema
- Missione 3D - Game Over (Spy Kids 3-D: Game Over), regia di Robert Rodriguez (2003)
- Babbo bastardo (Bad Santa), regia di Terry Zwigoff (2003)
- Soul Plane - Pazzi in aeroplano (Soul Plane) , regia di Jessy Terrero (2004)
- Parental Guidance Suggested (2007)
- 14 anni vergine (Full of It), regia di Christian Charles (2007)
- College, regia di Deb Hagan (2008)
- Foreign Exchange (2008)
- Extreme Movie (2008)
- BoyBand (2010)
- Cougars, Inc. (2011)
- See You in Valhalla (2015)
- Undrafted (2016)
- Delirium (2018)

### Televisione
- Give Me Five – serie TV, 22 episodi (2004-2005)
- Veronica Mars – serie TV, episodio 3x05 (2006)
- How I Met Your Mother – serie TV, episodio 2x12 (2007)
- Hannah Montana – serie TV, episodio 3x05 (2008)
- Bones – serie TV, episodio 4x24 (2009)
- Ben and Kate – serie TV, episodio (2012)
- Will & Grace – serie TV, 4 episodi (2018-2019)
- Young Rock – serie TV, 17 episodi (2022-2023)
- Grey's Anatomy – serie TV, episodio 19x15 (2023)

## Doppiatori italiani
Nelle versioni in italiano delle opere in cui ha recitato, Ryan Pinkston è stato doppiato da:
- Gabriele Patriarca in Missione 3D - Game Over, Give Me Five
- Patrizio Cigliano in Bones
- Michele Botrugno in Grey's Anatomy
- Luca Sandri in How I Met Your Mother
- Fabrizio De Flaviis in 14 anni vergine
- Davide Perino in Will & Grace
- Flavio Aquilone in Soul Plane - Pazzi in aeroplano